# Jaguares de Córdoba
Jaguares de Córdoba (oficialmente llamado Jaguares Fútbol Club S.A.) , más conocido como Jaguares, es un club de fútbol colombiano pertenece a la ciudad de Montería, departamento de Córdoba. Fue fundado el 5 de diciembre de 2012. A partir de la temporada 2025 jugará en la Categoría Primera B, segunda división del fútbol profesional colombiano, después de permanecer diez años en la Categoría Primera A. Su primer partido oficial lo disputó en la ciudad de Montería el 3 de febrero de 2013, ante Real Cartagena.
El club Jaguares de Córdoba juega de local en el Estadio Jaraguay de la ciudad de Montería, inaugurado el 3 de noviembre de 2012 en la ceremonia inaugural de los Juegos Deportivos Nacionales de Colombia del mismo año, y se encuentra ubicado en zona rural de la ciudad en el kilómetro 7, vía a Planeta Rica. Su máximo logro, hasta el momento, ha sido el título del Torneo de Ascenso en 2014, a la Primera División del Fútbol Profesional Colombiano, ganado en Primera B
Actualmente compite en la Categoría Primera B de Colombia luego de descender en el año 2024, y previamente estuvo también dos años en la Categoría Primera B, entre 2013 y 2014.

## Historia

### Antecedentes
El Atlético Córdoba fue el primer club de fútbol profesional en el departamento de Córdoba, jugando en las temporadas 96-97, 1997, 1998 y 1999 de la Categoría Primera B, jugando como local en Cereté, siendo su máximo logro clasificar al Cuadrangular final de la temporada 96-97 donde Deportivo Unicosta se proclamó campeón.
El Córdoba Fútbol Club fue el segundo club de fútbol profesional en el departamento de Córdoba, jugando en las temporadas 2006, 2007 y 2008 de la Categoría Primera B, alcanzando a participar en la primera edición del relanzamiento de la Copa Colombia en 2008, club que terminó su historia para darle paso al Atlético de la Sabana que jugó en Sincelejo. Cabe subrayar que estos son los antecedentes del fútbol profesional en Córdoba, mas no es el inicio de Jaguares de Córdoba, que ocurriría cuatro años más tarde.

### Fundación
El equipo fue fundado el 5 de diciembre de 2012, tomando la ficha del Sucre Fútbol Club.
En una iniciativa liderada por la Alcaldía de Montería y la Gobernación del departamento de Córdoba, con el apoyo de empresas de la región, se llegó a un acuerdo con las directivas del antiguo Sucre F.C. para trasladar el equipo a la capital cordobesa a partir del 2013 con el nombre de Jaguares de Córdoba.
Nelson Soto Duque, es el máximo accionista del club que nació hace veinte años con el nombre de Girardot F.C., trasladándose en tres ocasiones más con los nombres de Deportes Palmira, Pacífico F.C ., Sucre F.C . y ahora, con Jaguares.

### Debut en el profesionalismo
El 3 de febrero de 2013, Jaguares de Córdoba debutó con victoria ganándole 2-1 al equipo recién descendido de la Categoría Primera A en la temporada 2012: el Real Cartagena. Ante cerca de 8.000 aficionados que llegaron al Estadio Municipal de Montería, Jaguares jugó su primer partido como equipo profesional.
El equipo dirigido por César Maturana empezó su debut con un gol del argentino Rodrigo Marangoni que le dio la ventaja a los visitantes al minuto 15. Sin embargo, los cordobeses no se rindieron y al minuto 33 empató el defensor Francisco Alvear. Para la segunda mitad los "felinos" hicieron respetar su casa, y a los 13' del segundo tiempo Luis Fernando Sánchez marcó el gol del triunfo del recién creado club cordobés.

### Temporada 2013
En el torneo apertura, tras debutar ante el Real Cartagena, jugando como locales, con victoria, Jaguares tuvo aceptables actuaciones de local, pero los malos resultados de visitante dejaron al equipo a mitad del torneo en la parte baja de la tabla. César Maturana fue destituido, y en reemplazo nombraron a Álvaro Zuluaga, que lo tuvo a punto de clasificar a los cuadrangulares finales.
Para el finalización, nombraron como técnico a José Alberto Suárez, que lo clasificó a cuadrangulares, tras derrotar 2-1 al Atlético Bucaramanga, al que tuvo que enfrentar nuevamente, junto a Cortuluá y Deportivo Rionegro. Jaguares consiguió dos victorias consecutivas, pero no tuvo los resultados favorables en las siguientes fechas.

### Temporada 2014 y ascenso a la Primera División
Tras una excelente campaña dirigida por José Alberto Suárez en el que consiguieron 41 puntos en todo el semestre, 27 como local y 14 como visitante, Jaguares se consagró campeón del Primer Torneo 2014 de la Categoría Primera B o Torneo Postobón, dejando en cuartos de final a Deportivo Rionegro y en semifinales al Atlético Bucaramanga , y luego en la final al América de Cali 4-1 en la ida, jugada en Montería, con goles de Denis Gómez (23'), Wilder Salazar (73'), y doblete de Harold Preciado (55' y 91'), quien fue el goleador del equipo. Leyvin Balanta (89') anotó el descuento para los Diablos Rojos. En el partido de vuelta, jugado en el Estadio Olímpico Pascual Guerrero, Jaguares consiguió un empate 1-1 (global 5-2) con goles de Harold Preciado (59') para Jaguares, y de Jorge Brazales (82') para el local. Con ese resultado, el equipo de Montería se consagró como campeón del Torneo Apertura de la Categoría Primera B. Así, Jaguares ganó su primer Torneo tras haber sido creado tan solo un año antes.
En el Torneo Finalización quedó primero del todos contra todos con 34 puntos pero en los cuadrangulares semifinales quedaron cuartos del Grupo A con seis puntos siendo superados por Deportes Quindío, Cúcuta Deportivo y Atlético Bucaramanga. 
Terminó como primero de la tabla de reclasificación con 84 puntos.  
Con el fin de determinar qué equipo ascendería a la Primera Categoría del fútbol colombiano para el torneo 2015, se jugó una Gran Final contra el Deportes Quindío, campeón del torneo del segundo semestre. El equipo cordobés, esta vez dirigido por Héctor Estrada perdió 2-0 el partido de ida en el Estadio Centenario de Armenia, y necesitaba conseguir una victoria por tres goles de diferencia si quería coronarse campeón. Los cordobeses llenaron el Estadio de Montería con gran expectativa por su equipo. Tenían fe en la hazaña y esta se incrementaría tras el gol de Jesús Arrieta (30'), luego de un cabezazo impresionante. Antes del final del primer tiempo, los felinos igualarían el global con un disparo de Juan José Mezú (43')  que se le escapó al portero Julián Mesa. La ilusión crecía, y el equipo felino salió en el segundo tiempo a presionar a su rival, en busca de un tercer gol que le diera la gloria. Sin embargo, todo parecía desvanecerse en los felinos tras la expulsión de Jesús Arrieta a tan solo 5 minutos de haber empezado el segundo tiempo. De todas maneras, los locales nunca bajaron los brazos. Una falta a 25 metros del arco y a solo 22 minutos del final le abría la posibilidad de lograr el tan anhelado gol. Un disparo de pierna zurda del lateral Leonardo Saldaña (69'), se clavó en el ángulo del arco del equipo Deportes Quindío y ponía a celebrar con euforia a toda la afición felina. La lluvia en la capital cordobesa no evitó la inminente victoria Jaguarista, ni tampoco la celebración del título. Tras el pitazo del árbitro, Jaguares se coronó campeón de la Primera B y obtuvo el ascenso a la máxima categoría que iniciaría en el 2015. Esta es la primera vez que la ciudad de Montería y el departamento de Córdoba tiene un equipo compitiendo en la máxima categoría del fútbol profesional de Colombia .

### 2015: Debut en la Primera División
En su debut en la máxima Categoría  del   fútbol profesional colombiano el equipo dirigido por Carlos Castro tuvo una buena presentación, teniendo en cuenta que el equipo era nuevo en Primera División. En la primera fecha empató 0-0 como local ante Deportivo Cali. Durante todo el primer semestre no obtuvo resultados trascendentales más allá de los empates ante Independiente Medellín (2-2) y Millonarios (3-3). Al final, obtuvo un saldo de 21 puntos de 60 posibles y quedó ubicado en la decimoquinta posición, con 5 partidos ganados, 6 empatados y 9 perdidos, y una diferencia de gol de -11.
El conjunto felino empezaría muy bien el segundo semestre de 2015, derrotando como visitante al Deportivo Cali (0-1) con un gol de Wilder Salazar, que luego pasaría a ser 0-3, tras una sanción al conjunto azucarero. Sin embargo, desde ese partido, Jaguares no volvería a conocer la victoria, lo que llevó a que en la fecha 5, el DT Carlos Castro fuese destituido de su cargo en agosto. En su lugar, entró el estratega tolimense Jorge Luis Bernal, quien tampoco pudo acomodarle el camino al equipo. Solo consiguió una victoria ante Águilas Doradas 2-1 en Montería, y dos empates ante Cortuluá (0-0) y Once Caldas (1-1). Todo esto conllevó a la renuncia de Bernal en noviembre de 2015, por lo cual el conjunto cordobés terminaría los últimos cuatro partidos siendo dirigido por el cuerpo técnico del equipo, con el cual conseguiría un empate 2 -2 contra Santa Fe y tres derrotas, frente a Patriotas Boyacá (0-2), Boyacá Chicó (2-1) y Deportes Tolima (1-2). Esa pérdida de puntos lo afectó drásticamente en el tema del descenso, que pasó a ser una preocupación mayor para el conjunto «felino». Al final, culminó último en la tabla con tan solo 10 puntos.

### Temporada 2016: Llegada de Hubert Bodhert
El equipo de la capital cordobesa comenzó la Temporada 2016 del Torneo Apertura con la obligación de salir de la zona de descenso. Esta vez dirigido por el estratega Carlos Navarrete, logró un triunfo como visitante 1-2 en la primera fecha ante Fortaleza. Los malos resultados conseguidos posteriormente llevaron a la renuncia del DT antioqueño, luego del partido por la fecha 11, que concluyó empatado 1-1 ante La Equidad jugando como local. Ubicado en la casilla n.º 12 con tan solo 9 puntos, el 4 de abril llegó el cartagenero Hubert Bodhert al mando del equipo, debutando con un triunfo 0-1 ante Atlético Huila en Neiva. El nuevo timonel consiguió una seguidilla de buenos resultados, como la victoria 2-1 ante Independiente Santa Fe, 0-1 ante Deportivo Pasto y los empates 2-2 ante Independiente Medellín y 0-0 ante Deportes Tolima, los cuales tuvieron al equipo cerca de la clasificación al octagonal final en la posición 14.º con 23 puntos. Sin embargo, el técnico cartagenero logró el objetivo principal, al salvar la categoría y quedar en la posición n.º 17 del descenso, luego de haber empezado en zona roja. 
En el inicio del Torneo Finalización, Jaguares logró muy buenos resultados, acompañados de un muy buen estilo de juego. En la primera fecha derrotó 1-0 a Fortaleza y llegó incluso a ser líder de la Liga Águila, en la fecha 5, tras vencer a Millonarios 2-1 en el Estadio Jaraguay. Posteriormente el equipo fue decayendo futbolísticamente, pero siguió consiguiendo buenos resultados, como los empates ante Once Caldas (1-1), Atlético Junior (0-0) e Independiente Medellín (1-1). También consiguió varias victorias sobre rivales directos como Boyacá Chicó (0-1) y Deportivo Pasto (3-1) que, aunque no le permitieron clasificar a la segunda fase, le alcanzaron para salvar la categoría un año más. Como en el Primer semestre, terminó con 23 puntos, pero esta vez en la posición n.º 15.

### Temporada 2017: Su mejor campaña
En el inicio de la temporada 2017, el equipo dirigido por Hubert Bodhert, seguía con la obligación de escapar del descenso, pero la lucha le iba a ser más complicada, teniendo un equipo como América de Cali como rival directo. Sin embargo, el conjunto cordobés volvió a sorprender con su buen estilo de juego y excelentes resultados, derrotando inicialmente a Deportes Tolima como local 1-0 en la primera fecha. En las fechas siguientes siguió sorprendiendo a todos, derrotando a equipos históricos del fútbol colombiano, como Atlético Junior (1-2), América de Cali (0-2), Millonarios (1-0), y Independiente Santa Fe (0-2). Además, sacándole empates valiosos a otros como Deportivo Pasto (0-0), Once Caldas (0-0) y Deportivo Cali (1-1), logrando llegar a ser el segundo mejor visitante del torneo y el segundo equipo con la valla menos vencida, solo después de Nacional. Además, estos resultados le permitieron lograr la mejor campaña durante lo que ha estado en la Categoría Primera A.
En los cuartos de final fue emparejado con el conjunto de Atlético Nacional. En el partido de ida cayó derrotado por los antioqueños 1-3, con goles de Dayro Moreno (29'), Rodin Quiñones (53') y Macnelly Torres (70'). Ray Vanegas (65') descontó para el equipo de Jaguares. En el partido de vuelta, los dirigidos por Bodhert debían lograr una hazaña en Medellín si querían avanzar a semifinales. Con poca expectativa, Jaguares planteó un juego inteligente, y fue efectivo ante un Nacional casi desconocido. Tanto así que, a los 16' del primer tiempo, Ray Vanegas concretaba el primer tanto que ponía a soñar al conjunto felino. A los 64 minutos de juego, Ricardo Steer silenciaba el Atanasio Girardot luego de un cabezazo tras pase de Kevin Londoño. A 25 minutos del final, Jaguares estaba logrando una hazaña histórica, sin embargo, los errores en defensa los terminó pagando caro, ya que 'los verdolagas despertaron' y en los últimos minutos lograron darle vuelta al marcador con goles de Dayro Moreno (67', 94') y Arley Rodríguez (79'). Al final el marcador global quedó 6-3 a favor de Atlético Nacional, pero para la historia siempre quedará esa noche en que el joven Jaguares puso a temblar al equipo verdolaga.
Para el Torneo Finalización Jaguares quería repetir su decorosa campaña anterior. Empezó con un empate en Ibagué (0-0) frente a Deportes Tolima. Sin embargo, en las siguientes fechas no tuvo resultados trascendentales, más allá de los triunfos ante Deportivo Pasto (2-0) y el empate ante América de Cali (0-0), ambos en Montería. El descenso acechaba a los «felinos», y tras una serie de malos resultados, en la fecha 12 logró encaminar su rumbo al derrotar 1-0 al Once Caldas en Montería, seguido de varias victorias importantes, ante Cortuluá (1-3), Tigres (1-0), Deportivo Cali (3-2) y Rionegro Águilas (2-0), así como empates valiosos ante Patriotas Boyacá, Santa Fe y Atlético Bucaramanga, todos por 2-2. Todo esto le bastó para entrar a los octagonales finales en la octava posición con 28 puntos y además salavarse del descenso. En cuartos de final,fueron eliminados por Independiente Santa Fe. A pesar de empatar sin goles en la ida,perdieron 4-1 en la vuelta jugada en Bogotá. Después de jugadas las semifinales y al vencer Santa fe a Deportes Tolima, Jaguares de córdoba consigue su primera clasificación a un torneo internacional al acceder con el cupo de Colombia 4 a la Copa Sudamericana 2018. Esto gracias a la destacable campaña realizada durante los dos torneos del 2017.

### Temporada 2018: Primera participación internacional
El conjunto felino fue emparejado en la primera fase de la Copa Sudamericana 2018 con el equipo uruguayo Club Atlético Boston River. En el partido de ida disputado el 10 de abril en el Estadio Jaraguay, Jaguares se impuso 2-1 con un doblete de Pablo José Rojas y el descuento para los visitantes fue de Gonzalo Mastriani. En el partido de vuelta disputado en Montevideo el  10 de mayo, terminó el sueño continental para el conjunto monteriano al caer 3-0 con doblete de Diego Scotti y un tanto de Joaquín Pereyra Cantero, por lo que el resultado global terminaría 2-4 a favor de los Charrúas. En el caso de la liga colombiana, Jaguares no tuvo protagonismo alguno en los dos semestres, quedando en la posición 15 en el Torneo Apertura y en la posición 19 en el Torneo Finalización

### Temporada 2019: Salvación de la categoría
El año 2019 fue un año duro para el conjunto felino ya que, a pesar del cambio constante de entrenadores (4 en total), no podía despegar a nivel futbolístico ni abandonar sus malas rachas que empezaron desde el Torneo Apertura, en el cual terminó en la posición 15, situación que se agravaría más debido a que el equipo se acercaba a los puestos de descenso. Con el comienzo del Torneo Finalización, la mayor prioridad era salvarse de ir a la Primera B. La situación de Jaguares no se definió sino hasta la última fecha del campeonato, en la cual tuvo que enfrentar en el Jaraguay al Atlético Huila, rival directo en la tabla de promedios que definía el descenso. A pesar de todo, los monterianos derrotaron a los opitas por la mínima diferencia con gol de Stiwar García al minuto 77 de juego. Gracias a este resultado, Jaguares aseguró su permanencia para la temporada 2020 en la Primera A y condenó al Huila al descenso.

### Temporada 2020-2021
En el año 2020 el equipo celeste debutaría con pie izquierdo en la Liga tras perder 2-0 ante Águilas Doradas, pero luego logró recomponer camino empatando 2-2 en casa ante el vigente campeón América de Cali, venciendo a Atlético Nacional como visitante por 1-2 y goleando 4-1 a Millonarios en Montería, con estos históricos resultados Jaguares se encontraba en el puesto 4 del Campeonato colombiano 2020 e ilusionaba con una gran temporada, sin embargo los resultados posteriores no fueron los mejores, sumaron 4 derrotas consecutivas ante Deportivo Pereira (1-0), Alianza Petrolera (1-3), Junior de Barranquilla (3-2) y Cúcuta Deportivo (0-3). Comenzó la pandemia por COVID-19 y la Liga se suspendió hasta que pudo continuar en septiembre, pero aún después del parón los resultados no mejoraron, el técnico Juan Cruz Real dejó el cargo y en su reemplazo llegó Alberto Suárez, quien en 2014 había salido campeón con el equipo en la Primera B. En las 12 fechas restantes el club solo pudo sumar una victoria ante La Equidad por 2-0 en la fecha 10, y de resto fueron 7 empates y 4 derrotas. El club acabó en la 17ª posición con 17 puntos. En la Liguilla de Eliminados no hizo mayor cosa, empató 0-0 ante Atlético Bucaramanga y 2-2 ante Alianza Petrolera, quedando eliminado en la fase de grupos.
En el Torneo Apertura 2021 (Colombia) el equipo mostró mejores resultados, y estuvo constantemente compitiendo por entrar a los 8, sumando victorias contra Atlético Bucaramanga (2-1), Alianza Petrolera (2-0), La Equidad (1-0), Deportivo Pereira (2-0), Millonarios (0-2), Patriotas Boyacá (3-2) y Once Caldas (1-2), pero en condición de visitante no fue regular, y finalmente el empate sin goles ante Boyacá Chicó por la última fecha lo dejó con 25 puntos producto de 7 victorias, 4 empates y 7 derrotas, resultados que le fueron insuficientes para entrar a los 8 y el equipo quedó en el puesto 10.º.
Para el Torneo Finalización 2021 (Colombia) se fue el técnico Alberto Suárez y llegó César Torres, de la mano de Torres el equipo siguió obteniendo buenos resultados, cosechando victorias en casa ante Atlético Huila (2-0), Millonarios (4-3), Deportivo Pasto (4-1), Deportivo Cali (1-0), y mejoró considerablemente sus resultados fuera de casa, derrotando a Atlético Bucaramanga (0-1), Águilas Doradas (1-2) y América de Cali (2-3), sin embargo la irregularidad en algunos partidos y la derrota por 3-0 ante Patriotas Boyacá en la última fecha lo dejaron nuevamente fuera de los 8, acabando en la posición 11° con 27 puntos, producto de 7 victorias, 6 empates y 7 derrotas, pero habiendo logrado el objetivo principal que era salvar la categoría.

### Temporada 2022
En el Torneo Apertura 2022 (Colombia) Jaguares con una nómina de menor renombre logró seguir compitiendo en la Liga, obteniendo resultados irregulares pero con los cuales se mantuvo en la lucha por entrar a los 8. En las primeras fechas venció en casa al Deportivo Cali por 2-1, y por ese mismo marcador a Cortuluá, luego empató 1-1 ante el Deportivo Pasto de visitante, y por la fecha 4 venció a Patriotas Boyacá por 3-1, convirtiéndose así en el líder de la Liga, siéndolo por las fechas 2 y 4, sin embargo vinieron 5 derrotas consecutivas ante Alianza Petrolera en Barrancabermeja por 2-0, ante Deportes Tolima en Montería por ese mismo marcador, ante Deportivo Pereira de visitante por 2-1, y por ese mismo marcador ante Millonarios de local, después perdió 3-1 contra Envigado FC, y ya para la fecha 10 el equipo celeste volvió a la victoria tras vencer por la mínima al Deportivo Pasto en el Estadio Jaraguay. El equipo felino a partir de aquí comenzó a tener buenos resultados de local, pero pésimos resultados de visitante, y cerró su participación en la Liga venciendo al Junior por 2-4 en el Metropolitano, acabando en el puesto 11° con 27 puntos, terminó con 8 victorias, siendo su mejor registro de triunfos en una edición de Liga, compartido con los 8 triunfos que consiguió en el Torneo Apertura 2017 (Colombia), pero al mismo tiempo quedó con 9 derrotas y 3 empates, lo cual le terminó siendo insuficiente para entrar a los cuadrangulares semifinales, y al final de la temporada el técnico César Torres se terminó yendo del club.
Para el Torneo Finalización 2022 (Colombia) llegó Grigori Méndez como nuevo entrenador, Jaguares tuvo un inicio prometedor al vencer por la mínima al Cortuluá de visitante, y al derrotar a Alianza Petrolera de local por 2-1, pero los malos resultados posteriores y una sequía sin anotar goles hicieron que Grigori Méndez terminara dejando el cargo después de la derrota por 0-1 en casa ante Atlético Nacional por la fecha 11, y en su lugar llegó Alexis Márquez, debutando en la fecha 12 con derrota de visita 1-0 ante Unión Magdalena, y aunque se vio una mejoría en el juego, no se puede decir lo mismo de los resultados, Jaguares sumó dos victorias más ante Once Caldas en Manizales por la mínima y ante Santa Fe en casa por 2-1. En la última fecha cayó ante Junior por 0-2 en Montería, terminando el club en el puesto 16° con 20 puntos producto de 4 victorias, 8 empates y 8 derrotas. Tiempo después de finalizado el campeonato el técnico Alexis Márquez renunció al club alegando problemas personales, pero se duda mucho acerca de esta razón, y se cree que la razón real fue porque en el partido ante Junior el equipo se regaló y se dejó ganar del cuadro barranquillero en el segundo tiempo, ya que la actitud con la que salió Jaguares a la segunda parte fue muy diferente a lo visto en el primer tiempo y en partidos pasados.

### Temporada 2023
Para el Torneo Apertura 2023 (Colombia) llega Carlos ´El Piscis´ Restrepo como entrenador del onceno cordobés, y debuta obteniendo un empate de 2-2 en el Jaraguay contra Independiente Santa Fe , posteriormente pierde por la mínima contra Boyacá Chicó en Tunja, pero en la fecha 3 Jaguares vence a Atlético Nacional por 2-1 con goles de Jhonier Viveros y Pablo Rojas, siendo la primera vez que el equipo celeste derrotaba al conjunto verdolaga en Montería. El equipo se encontraba dentro de los 8 mejores hasta la fecha 7, pero luego perdió como local en la fecha 8 ante Atlético Huila y salió del selecto grupo de clasificados para no volver jamás. Volvió a ganar en la fecha 12 ante Envigado FC en casa por 2-0, y su última victoria fue ante Once Caldas por la mínima también en casa por la fecha 17. Cerró su participación cayendo goleado 3-0 contra Águilas Doradas por la última fecha, terminado en el puesto 18° de la tabla de 20 equipos, con 19 puntos producto de 4 victorias, 7 empates y 9 derrotas. Al finalizar el semestre ´Piscis´ Restrepo se fue del club.
El Torneo Finalización 2023 (Colombia) no fue muy diferente, llegaba Pompilio Páez como nuevo entrenador y en su primer partido cayó ante Independiente Santa Fe en El Campín con un gol de Hugo Rodallega al último minuto, en el siguiente juego recompuso el camino al vencer por 2-1 al Boyacá Chicó en el Estadio Jaraguay, en la fecha 5 vencieron a Millonarios en Montería por 2-0, y a partir de aquí le siguió una serie de malos resultados consecutivos, en el Estadio Hernán Ramírez Villegas cayeron por 3-0 ante el Deportivo Pereira, y luego perdieron por la mínima como local contra Unión Magdalena, esta derrota provocó la salida del DT Pompilio Páez quien renunció al club en la rueda de prensa, en su lugar fue designado Julio Méndez como técnico interino quien dirigió por 5 encuentros (2 empates y 3 derrotas), y finalmente el 21 de septiembre se confirmó a Carlos Mario Hoyos como nuevo entrenador oficial, quien debutó con empate sin goles ante Alianza Petrolera en Montería por la fecha 13, Jaguares estuvo 8 partidos seguidos sin marcar gol y no volvió a ganar, y a anotar, sino hasta la fecha 18 contra el Deportivo Pasto en el Jaraguay con un solitario gol de Juan Alegría. Jaguares terminaba el torneo como penúltimo de la tabla con 14 puntos producto de 3 victorias, 5 empates y 12 derrotas, y marcando solo 7 goles en 20 partidos, obteniendo el antirrécord de ser el equipo con peor promedio de gol en una sola edición de la Liga Colombiana. Jaguares había logrado salvarse del descenso, pero cada vez más le respiraba en la nuca, y su promedio bajaba constantemente. Carlos Mario Hoyos se fue del club posteriormente.

### Temporada 2024: Descenso a segunda división
La temporada 2024 para Jaguares parecía prometedora tras la contratación del técnico Hubert Bodhert, quien regresaba al equipo después de clasificarlo a los 8 en 2017, con el objetivo de repetir aquella gran campaña. Al mismo tiempo, llegó el experimentado Wilson Morelo, jugador monteriano reconocido por su paso en Independiente Santa Fe siendo campeón continental, y que desde hace rato se especulaba su llegada al club. El equipo celeste debutó en el Torneo Apertura 2024 (Colombia) con victoria por la mínima ante Patriotas Boyacá, siendo la primera vez que derrotaban al equipo boyacense de visitante, sin embargo en la segunda fecha de local ante La Equidad no pasaron del empate sin goles, y en la fecha 3 ante Atlético Bucaramanga también de local cayeron 0-1, en la fecha 4 lograron rescatar un empate 1-1 ante Deportivo Pasto de visita, con gol de Wilson Morelo, y finalmente en la fecha 5 lograron ganar su primer partido de local ante Águilas Doradas, con gol sobre el final de Wilson Morelo, y pese a la derrota ante Deportes Tolima por 2-0 en Ibagué, el equipo regresó fuerte en el Estadio Jaraguay goleando por 3-0 a Once Caldas, quedando así en puestos de clasificación a los 8. Luego obtuvieron dos empates seguidos de 1-1 y 2-2 ante América de Cali y Envigado FC respectivamente, para luego vencer a Millonarios en casa por 2-1, y pese a la derrota en Barranquilla por 3-1 ante Junior, el equipo cordobés todavía estaba dentro de los 8 y llegaba con mucha expectativa a la fecha 13, pues si vencía al cuadro de Fortaleza CEIF en Montería salía de los puestos de descenso directo, sin embargo, nada salió como lo esperado y Jaguares perdió en casa por la mínima, bajando mucho la moral del equipo. Vinieron más derrotas contra Atlético Nacional en Medellín en un duelo aplazado de la fecha 9, y contra Boyacá Chicó en Tunja por la fecha 14, y estas 4 derrotas seguidas provocaron la inevitable renuncia del técnico Hubert Bodhert, así que el resto del campeonato estuvo al mando de Julio Méndez. Se vio una mejoría en el fútbol de Jaguares posterior a la salida de Bodhert, pero los resultados no acompañaban, empataron 2-2 con Independiente Medellín en casa, ante Deportivo Pereira sin goles en la capital de Risaralda, y volvieron a empatar 1-1 en Montería ante el Deportivo Cali, luego en la fecha 18 perdió ante Alianza FC (bajo el mando de su ex-técnico Hubert Bodhert) por 2-1. Jaguares terminó el campeonato con un triunfo por la mínima ante Independiente Santa Fe como local, acabando el torneo en el puesto 14° con 22 puntos producto de 5 victorias, 7 empates y 7 derrotas. Durante todo el campeonato se mantuvieron en el puesto 19° de la tabla del descenso.
Para el Torneo Finalización 2024 (Colombia), Jaguares contrató a Néstor Craviotto como su nuevo DT, pero los fichajes traídos por el técnico argentino no estuvieron a la altura, y en su debut en la Liga-II no pudo ganar en casa ante Patriotas Boyacá, lo que dejaba un margen preocupante de cara al descenso en donde el equipo celeste se veía muy comprometido. La cosa no mejoró en las fechas siguientes, perdieron 1-0 en Bogotá ante La Equidad, empataron sin goles ante Atlético Bucaramanga de visita y ante Deportivo Pasto de local, volvieron a perder por la mínima ante Águilas Doradas en Sincelejo, y sumaron una nueva derrota ante Deportes Tolima por 0-2 en Montería, lo que provocó la renuncia de Néstor Craviotto en la rueda de prensa. En su lugar llegó Edgar Carvajal que asumió el duro reto de salvar al cuadro felino del descenso, pero su llegada no cambió mucho, pues en la fecha 7 Jaguares perdió ante Once Caldas, y por ese mismo marcador cayó ante Atlético Nacional en el Estadio Jaraguay, y para la fecha 9 perdió por la mínima ante América de Cali en Villavicencio gracias a un penal al último minuto. Jaguares en 9 fechas no había sumado ninguna victoria, y lo más preocupante era que no había marcado ningún gol, agudizando cada vez más la crisis que afrontaba el equipo sinuano, quien cada vez más se hundía en puestos de descenso directo y no se le veía margen de mejora. Para la fecha 10 lograron sumar su primera victoria y marcar sus primeros dos goles en el torneo ante un rival directo como lo era Envigado FC, ganándole 2-1 en casa, y en la fecha 11 ante Millonarios lograron rescatar un empate a cero en Bogotá, y a pesar de no poder vencer a Junior en Montería tras empatar 1-1, por fin se estaba viendo un cambio en el fútbol de Jaguares, al cual todavía le faltaba corregir errores puntuales en defensa y en definición. Pese a la derrota por 3-1 ante Fortaleza CEIF de visitante, Jaguares logró sumar su segunda victoria en la fecha 14 ante Boyacá Chicó por la mínima, logrando salir de los puestos de descenso directo con ese resultado, quedando ahora de 18°, pero volvieron a la posición 19° tras la derrota por 4-1 ante Independiente Medellín en el Atanasio Girardot, en donde previo al partido dos jugadores de Jaguares (Pablo Rojas y Julián Anaya) habían llegado en estado de embriaguez a la concentración, siendo apartados de la convocatoria, lo que demostraba una vez más que las cosas dentro del equipo y principalmente dentro del camerino no estaban bien. Por la fecha 16 y bajo una fuerte lluvia Jaguares cayó como local ante Deportivo Pereira, condenándose así desde temprano al descenso. En dicho partido el defensor Óscar Vanegas, uno de los fichajes del club provenientes de Millonarios, erró una pena máxima que cobró sin tener el respaldo de sus compañeros, y en el mediotiempo agarró sus cosas y se fue del Estadio Jaraguay, lo que generó mucha molestia entre la hinchada del equipo celeste y aumentó aún más las sospechas que se tenían sobre amaño de partidos por apuestas deportivas y de que el mismo club estaba planificando su propio descenso. Para la fecha 17 Jaguares dio la gran sorpresa al vencer en los últimos minutos al Deportivo Cali por 1-2 luego de empezar perdiendo, lo que hacía que nuevamente los felinos salieran del descenso directo y subieran al puesto 18.º. Jaguares enfrentaba a Alianza FC de Hubert Bodhert en Montería por la fecha 18, siendo el marco ideal para una victoria y de que el equipo felino pudiera salvar la categoría con una fecha de anticipación, sin embargo la falta de ideas y de definición terminó pasando factura, y el juego acabó en un deprimente empate sin goles donde el local no realizó ningún disparo a puerta en el primer tiempo, y con la victoria de Envigado FC por la mínima sobre Deportivo Cali, Jaguares volvía a puestos de descenso directo y llegaba obligado a ganar, o por lo menos empatar, ante Independiente Santa Fe (el líder del campeonato) en el Estadio Nemesio Camacho El Campín, cosa que claramente no pasó, Jaguares cayó 3-0 y con eso confirmó su descenso a la Categoría Primera B del Fútbol Colombiano, después de estar 10 años en primera división.

## Uniforme

### Evolución del uniformes titulares
| 2013 | 2014 | 2015 | 2016 | 2017 | 2018 - 2019 | 2020 - 2023 | 2023 |

| 2024 |

### Uniforme suplente
|  | 2017 |  | 2019 - 2023 | 2023 | 2024 |

### Uniformes especiales
|  | 2017 |  | 2019 |  | 2020 - 2023 | 2023 |

## Proveedores y patrocinadores
Listado por periodos de los proveedores de la indumentaria y las entidades patrocinadoras del equipo.
| Período           | Proveedor                  | Patrocinadores |
| ----------------- | -------------------------- | --- |
| 2013              | Zodium                     | Alcaldía de Montería - Gobernación de Córdoba - Urrá S.A. - Comfacor                                                                                |
| 2013 - 2014       | Innova                     | Alcaldía de Montería - Gobernación de Córdoba - Urrá S.A. - Comfacor                                                                                |
| 2014 - 2017       | Kaxon                      | Alcaldía de Montería - Gobernación de Córdoba - Comfacor - Confuturo - Urrá S.A - UPB Montería - Mis Carnes Parrilla                                |
| 2018 - 2020       | Bandera de Colombia · Kimo | Alcaldía de Montería - Gobernación de Córdoba - Postobón - Comfacor - Confuturo - Colanta - Urrá S.A - Mis Carnes Parrilla                          |
| 2021 - 2023       | Bandera de Colombia · Kimo | Gobernación de Córdoba - Gaseosas Pool - Colanta - Urrá S.A - Afinia - DigiMedical - BetPlay - Smartfit - Concretar S.A - Calzado Cucuta            |
| 2024 - Actualidad | Bandera de Colombia · Kimo | Gobernación de Córdoba - Alcaldía de Montería - Gaseosas Pool - Colanta - Urrá S.A - DigiMedical - BetPlay - Smartfit - Concretar S.A - Sol y Cielo |

## Instalaciones

### Estadio Jaraguay de Montería

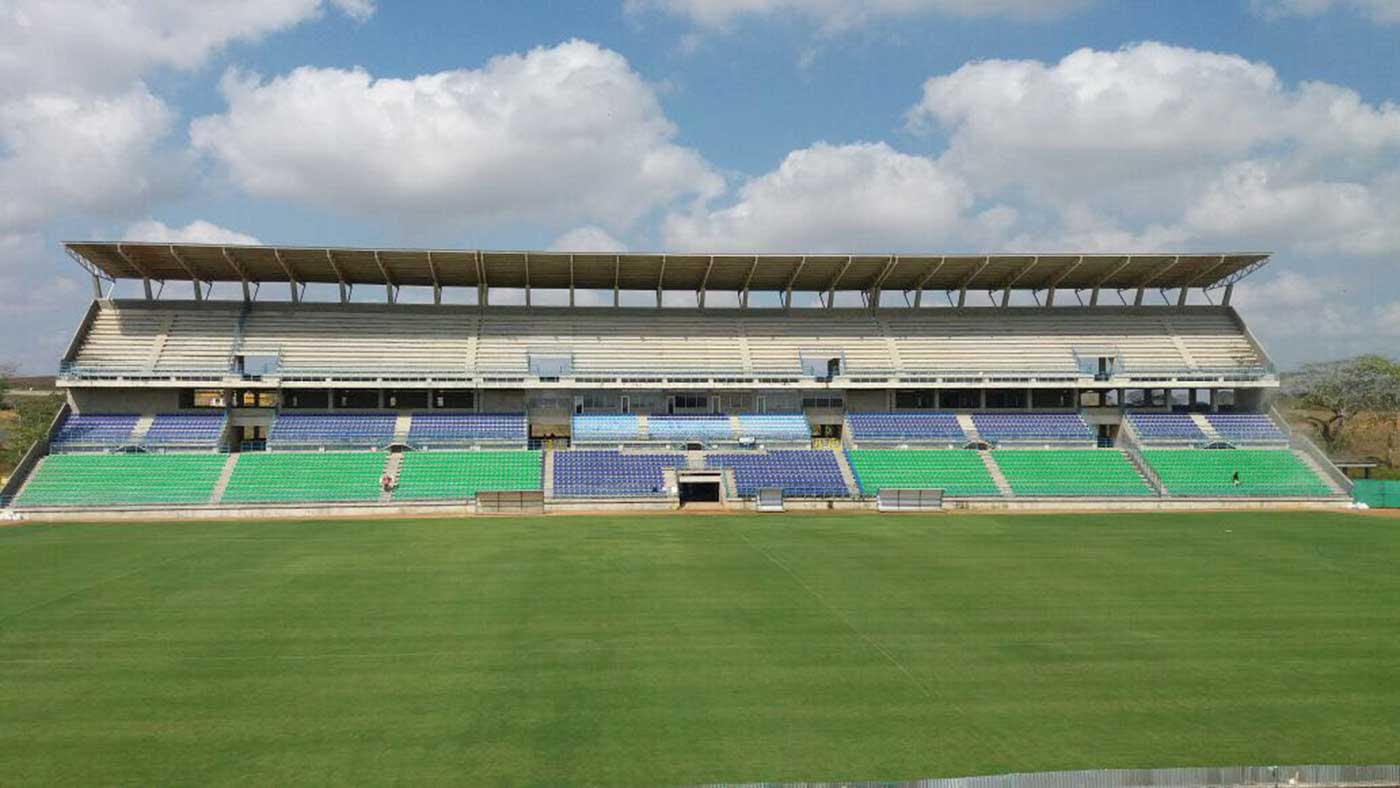
Tribuna Occidental

El estadio Jaraguay es el principal escenario deportivo de la capital del departamento de Córdoba. En este escenario juega sus partidos como local el equipo Jaguares de la Categoría Primera A. Tiene aforo para 12.000 espectadores. Está construido en la etapa 2 de 4.

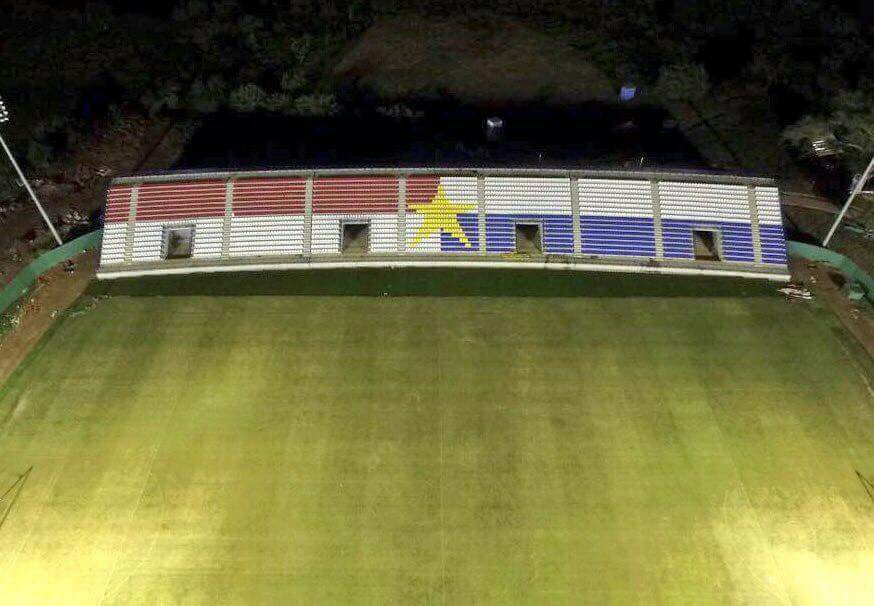
Tribuna Oriental

El escenario fue usado por primera vez en la ceremonia inaugural de los Juegos Deportivos Nacionales de Colombia el 3 de noviembre de 2012. En la ceremonia, para el encendido del pebetero del Fuego Deportivo, hicieron relevos los medallistas olímpicos Helmut Bellingrodt, Óscar Figueroa y Mariana Pajón, quien entregó el último testimonio al exboxeador y excampeón mundial, Miguel «Happy» Lora.
Jaguares debutó en este estadio el 3 de febrero de 2013 frente al equipo del Real Cartagena, partido que ganaron los locales por 2-1.

### Estadio Alberto Saibis Saker de Cereté

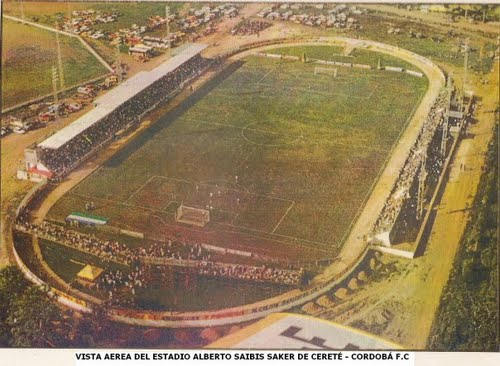
Estadio Alberto Saibis Saker de Cereté

El estadio Alberto Saibis Saker ubicado en el municipio de Cereté, Área Metropolitana de Montería; era utilizado por Jaguares para realizar los entrenamientos de pretemporada y prácticas de espacio reducido, fútbol y repaso táctico. Anteriormente este escenario deportivo era utilizado por los desaparecidos clubes Atlético Córdoba y Córdoba Fútbol Club; para disputar los encuentros oficiales en el torneo de Categoría Primera B.

### Estadio Armando Tuirán Paternina
El estadio Armando Tuirán Paternina localizado en el municipio de Sahagún, es la segunda casa de Jaguares de Córdoba, donde el equipo felino jugó varios partidos por Copa Colombia mientras que el Jaraguay se encontraba en remodelaciones. En 2018 Jaguares jugó un par de partidos por Liga en este estadio.

### Estadio Arturo Cumplido Sierra
El Estadio Arturo Cumplido Sierra, ubicado en la ciudad de Sincelejo, Sucre, fue usado por el equipo felino para disputar la vuelta de la fase 3 de la Copa Colombia 2024 ante Tigres Fútbol Club el 16 de mayo de 2024, esto debido a que el Estadio Jaraguay se encontraba en remodelaciones de su gramado. Esta decisión generó polémica entre la hinchada del club debido a que se trataba de un escenario fuera del departamento de Córdoba, y que lo más sensato era jugar en un estadio que se ubicara en otro municipio del departamento, además de que esto alimentó un rumor de que supuestamente el presidente Nelson Soto Duque ya estaba acordando todo para cambiar la sede del equipo, y así abandonar Montería para pasar a jugar de local en Sincelejo. Jaguares ganó el partido ante Tigres por 3-0 y avanzó a los octavos de final de la Copa. Luego del descenso del equipo en 2024, la Dimayor aprobó al Estadio Arturo Cumplido Sierra como plaza alterna de Jaguares para la temporada 2025, y debido a las remodelaciones que se le estaban haciendo al Estadio Jaraguay de cara al Sudamericano Sub-17 2025, Jaguares comenzó a jugar sus partidos como local por el Torneo BetPlay 2025-I en Sincelejo hasta que finalizó el Sudamericano.

## Escudo
El escudo de Jaguares presenta un diseño heráldico con forma francés antiguo, con cierta curvatura en su parte superior. Lo rodea una bordura con los colores, verde en la parte izquierda y azul en una pequeña parte inferior derecha, (Alegoría al poder demoledor de las mandíbulas poderosas del Jaguar); basándose en los colores de la bandera oficial del departamento de Córdoba.
Dentro del escudo se ubica un «Jaguar», comúnmente sobre fondo blanco o transparente, se escoge este animal teniendo en cuenta que en los escudos de Córdoba, Montería y otros municipios cordobeses está presente este felino, símbolo religioso de la cultura Zenú. De ahí, que el nombre del equipo «JAGUARES», que aparece formando un arco, en la parte superior del emblema del club, se inspira en este animal carnívoro félido.
Hasta mediados de 2014, el escudo del equipo poseía un diseño básico, este mantenía la silueta del «Jaguar» en el centro, con tonos amarillo y café ocre; sosteniendo entre sus colmillos un balón de fútbol. El emblema se encontraba acompañado en su alrededor por dos vectores, que imitan las garras de un felino, el de la parte izquierda de color verde y el de su derecha color azul; al interior y en el centro de este último se encontraban las letras "F.C.. En la parte superior, aparecía el nombre del club igual como aparece actualmente y en su parte inferior, la palabra «CÓRDOBA», complementando así, el nombre oficial del equipo de fútbol, tal como lo era en un principio.

## Datos del club
- Máximo goleador: Pablo José Rojas (45 goles).
- Puesto histórico: 26.º

- Temporadas en 1.ª: 10 (2015-2024).
- Temporadas en 2.ª: 3 (2013-2014, 2025).
- Total de puntos en 1.ª 257 pts. (2015-2024).
- Mejor puesto en la liga:
  - Primera A: 5.º (2017-I)
  - Primera B: 1.º (2014-II, 2025-I)
- Peor puesto en la liga:
  - Primera A: 20.º (2015-II)
  - Primera B: 11.º (2013-I)
- Mayor invicto en liga: 7 partidos, desde el 5 de marzo de 2017 hasta el 21 de abril de 2017.
- Mayor invicto como local en liga: 11 partidos, desde el 3 de abril hasta el 25 de septiembre de 2016.
- Racha más larga sin ganar: 12 partidos, desde el 19 de julio de 2015 hasta el 27 de septiembre de 2015.
- Mayor valla invicta como local en liga: 6 partidos con el arco en cero como local, desde el 18 de noviembre de 2017 hasta el 29 de marzo de 2018.
- Mayor número de goles en un campeonato: 26 (2017-II).
- Menor número de goles en un campeonato: 16 (2016-I).
- Mayores goleadas conseguidas:
  - En Primera División:
    - 0-3 al Deportivo Cali, el 12 de julio de 2015.[66]
    - 4-1 al Millonarios, el 9 de febrero de 2020.[67]
    - 4-1 al Deportivo Pasto, el 8 de octubre de 2021.
    - 3-0 al Once Caldas, el 18 de febrero de 2024.

  - En Segunda División:
    - 4-1 al América de Cali, el 4 de junio de 2014.
- Mayores goleadas en contra:
  - En Primera División:
    - 5-0 con Deportes Tolima, el 17 de mayo de 2015.
    - 4-0 con Cúcuta Deportivo, el 20 de septiembre de 2015.
    - 4-0 con Once Caldas, el 13 de febrero de 2016
    - 4-0 con Atlético Junior, el 20 de febrero de 2015.[68]
    - 4-0 con Independiente Santa Fe, el 25 de febrero de 2018.
    - 4-0 con Patriotas Boyacá,el 27 de agosto de 2018.
    - 4-0 con Deportivo Cali,el 27 de octubre de 2018.
    - 0-4 con Deportes Tolima,el 2 de marzo de 2019.
    - 4-0 con Independiente Santa Fe, el 30 de abril de 2022.
    - 4-0 con Deportivo Pasto, el 7 de mayo de 2023.
    - En Segunda División:
    - 4-0 con América de Cali, el 14 de mayo de 2013.
- Jugadores convocados a su selección
  - William Palacio, el 27 de agosto de 2015 por la selección Colombia Sub-23.
  - Juan Alegría, el 29 de agosto de 2023 por la selección Colombia Sub-23.
  - Kahiser Lenis, el 30 de mayo de 2023 por la selección panameña Sub-23, el 27 de agosto de 2023 hizo su debut con la selección absoluta.
- Mayor cantidad de partidos ganados en un torneo: 8 victorias en 20 partidos (2017-I)
- Menor cantidad de partidos ganados en un torneo: 2 victorias en 20 partidos (2015-I)
- Gol más rápido: Héctor Arrigo vs Alianza Petrolera (18 s) (2016-I)

### Participaciones internacionales
| Torneo            | Edición | Resultado    |
| ----------------- | ------- | ------------ |
| Copa Sudamericana | 2018    | Primera fase |

### Evolución de la ficha
La ficha de Jaguares Fútbol Club tuvo varios traslados en su historia propiciados por su propietario Nelson Soto Duque.
| Temporadas    | Nombre del club   |
| ------------- | ----------------- |
| 1991-1995     | Academia Bogotana |
| 1995-2008     | Girardot F. C.    |
| 2009          | Deportes Palmira  |
| 2010-2011     | Pacífico F. C.    |
| 2012          | Sucre F. C.       |
| 2012-presente | Jaguares F. C.    |

## Jugadores

### Plantilla 2025-II
- Los equipos colombianos están limitados a tener en la plantilla un máximo de cuatro jugadores extranjeros. La lista incluye sólo la principal nacionalidad o nacionalidad deportiva de cada jugador.
- Para la temporada 2022 la Dimayor autorizó la inscripción de treinta (30) jugadores a los clubes,[71] de los cuales cinco (5) deben ser categoría Sub-23.[72]
- Los jugadores de categoría sub-20 no son tenidos en cuenta en el conteo de los 35 inscritos ante Dimayor.

### Altas y bajas 2025-II
| Altas           | Altas          | Altas                    | Altas   |
| Jugador         | Posición       | Procedencia              | Hasta   |
| --------------- | -------------- | ------------------------ | ------- |
| Guillermo Gómez | Guardameta     | Unión Magdalena          | Libre.  |
| Didier Bueno    | Defensa        | Bandera de ?             | Libre.  |
| Jhon Barrios    | Defensa        | Real Cartagena           | Cesión. |
| Jafe Pérez      | Centrocampista | Atlético Nacional Sub-20 | Cesión. |
| Kevin Mosquera  | Delantero      | Tigres                   | Libre.  |
| Johar Mejía     | Delantero      | Bogotá FC                | Libre.  |

| Bajas              | Bajas          | Bajas            | Bajas                  |
| Jugador            | Posición       | Destino          | Hasta                  |
| ------------------ | -------------- | ---------------- | ---------------------- |
| Sergio Román       | Guardameta     | Bandera de ?     | Rescision de contrato. |
| Yilson Mosquera    | Defensa        | Bandera de ?     | fin de contrato.       |
| Santiago Guzmán    | Defensa        | Bandera de ?     | fin de contrato.       |
| Darwin Andrade     | Defensa        | Bandera de ?     | fin de contrato.       |
| Kevin Lugo         | Centrocampista | Bandera de ?     | Libre.                 |
| Andrés Carabalí    | Delantero      | Deportes Quindío | Libre.                 |
| Michael Nike Gómez | Delantero      | Boyacá Chico     | Libre.                 |

### Jugadores cedidos
Jugadores que son propiedad del equipo y son prestados para actuar con otro conjunto, algunos con opción de compra.
| Cesiones     | Cesiones       | Cesiones    | Cesiones          |
| Jugador      | Posición       | Cedido a    | Hasta             |
| ------------ | -------------- | ----------- | ----------------- |
| Eduardo Sosa | Centrocampista | Millonarios | Diciembre de 2022 |

### Jugadores cedidos en el club
Jugadores que son propiedad de otro equipo y están prestados en el club, algunos con opción de compra.
| Cedidos | Cedidos  | Cedidos      | Cedidos |
| Jugador | Posición | Cedido desde | Hasta   |
| ------- | -------- | ------------ | ------- |

### Jugadores en selecciones nacionales
Nota: en negrita jugadores parte de la última convocatoria en sus respectivas selecciones.
| País              | Categoría | Jugador(es)     |
| ----------------- | --------- | --------------- |
| Colombia          | Absoluta  | Darwin Andrade  |
| Guinea Ecuatorial | Absoluta  | Yoiver González |
| Panamá            | Absoluta  | Kahiser Lenis   |
| Panamá            | Sub-23    | Kahiser Lenis   |

### Más participaciones
| #                                          | Nombre           | Periodo                   | Partidos | Goles |
| ------------------------------------------ | ---------------- | ------------------------- | -------- | ----- |
| 1.                                         | Pablo José Rojas | 2017 - 2024               | 220      | 45    |
| 2.                                         | Leonardo Saldaña | 2013 - 2016               | 165      | 4     |
| 3.                                         | Ramón Córdoba    | 2013 - 2015 / 2016 - 2018 | 156      | 1     |
| 4.                                         | César Carrillo   | 2013 - 2017               | 150      | 11    |
| 5.                                         | Wilder Salazar   | 2013 - 2016               | 140      | 6     |
| Última actualización: 8 de febrero de 2025 |                  |                           |          |       |

### Máximos goleadores
| #                                          | Nombre                | Periodo         | Goles | Partidos |
| ------------------------------------------ | --------------------- | --------------- | ----- | -------- |
| 1.                                         | Pablo Rojas           | 2017 - Presente | 45    | 220      |
| 2.                                         | Harold Preciado       | 2013 - 2014     | 22    | 40       |
| 3.                                         | Luis Fernando Sánchez | 2013 - 2014     | 19    | 85       |
| 4.                                         | Mauricio González     | 2013 - 2015     | 15    | 73       |
| 5.                                         | Darwin López          | 2016 - 2020     | 15    | 75       |
| Última actualización: 8 de febrero de 2025 |                       |                 |       |          |

### Extranjeros
| Nacionalidad   | N.º | Jugadores |
| -------------- | --- | --- |
| Argentina      | 10  | Fernando Serrano, Mathias Mologni, Javier Sanguinettii, Mathias Bogado, Héctor Arrigo, Jhonatan Acosta, Sebastián López, Claudio Velázquez, Juan Vogliotti y Pablo Bueno |
| Venezuela      | 9   | Ronaldo Lucena, Diomar Díaz, Luis Chiquillo, José Barragán, José Marrufo, Eduardo Sosa, Geremias Meléndez, Juan Castellanos Anuel, y Joel Infante                        |
| Paraguay       | 3   | Roque Cardozo, Delio Ojeda y Darío Lopez |
| Uruguay        | 3   | Mathias Guzmán, Federico Pintos y Emanuel Hernández |
| Panamá         | 2   | Alexander González y Kahiser Lenis |
| Honduras       | 2   | Alonso Hernández y Júnior Sandoval |
| Brasil         | 1   | Rafhael Lucas |
| El Salvador    | 1   | Efraín Burgos Jr. |
| España         | 1   | Mario Martínez |
| Estados Unidos | 1   | Omar Salgado |

## Entrenadores
| Entrenador            | Desde                    | Hasta                    |
| --------------------- | ------------------------ | ------------------------ |
| César Maturana        | enero de 2013            | marzo de 2013            |
| Álvaro Zuluaga        | marzo de 2013            | junio de 2013            |
| Alberto Suárez        | junio de 2013            | junio de 2014            |
| Gabriel Jaime Gómez   | junio de 2014            | agosto de 2014           |
| Héctor Estrada        | agosto de 2014           | diciembre de 2014        |
| Carlos Castro         | diciembre de 2014        | agosto de 2015           |
| Jorge Luis Bernal     | agosto de 2015           | octubre de 2015          |
| Adolfo León Holguín   | octubre de 2015          | noviembre de 2015        |
| Carlos Navarrete      | diciembre de 2015        | abril de 2016            |
| Hubert Bodhert        | abril de 2016            | diciembre de 2017        |
| José Manuel Rodríguez | diciembre de 2017        | agosto de 2018           |
| Flavio Robatto        | 31 de agosto de 2018     | 30 de octubre de 2018    |
| John Jairo Bodmer     | 30 de octubre de 2018    | 14 de marzo de 2019      |
| Oscar Upegui          | 14 de marzo de 2019      | 27 de agosto de 2019     |
| John Jairo Bodmer     | 27 de agosto de 2019     | 30 de septiembre de 2019 |
| Juan Cruz Real        | 30 de septiembre de 2019 | 12 de marzo de 2020      |
| Julio Méndez          | 12 de marzo de 2020      | 17 de julio de 2020      |
| Alberto Suárez        | 17 de julio de 2020      | 11 de mayo de 2021       |

| Entrenador           | Desde                    | Hasta                    |
| -------------------- | ------------------------ | ------------------------ |
| César Torres         | 24 de mayo de 2021       | 15 de mayo de 2022       |
| Grigori Méndez       | 27 de mayo de 2022       | 12 de septiembre de 2022 |
| Alexis Márquez       | 13 de septiembre de 2022 | 11 de noviembre de 2022  |
| Carlos Restrepo      | 16 de noviembre de 2022  | 18 de mayo de 2023       |
| Pompilio Páez        | 27 de mayo de 2023       | 22 de agosto de 2023     |
| Julio Méndez (E)     | 23 de agosto de 2023     | 21 de septiembre de 2023 |
| Carlos Mario Hoyos   | 21 de septiembre de 2023 | 10 de noviembre de 2023  |
| Hubert Bodhert       | 15 de noviembre de 2023  | 3 de abril de 2024       |
| Carlos Echeverri (E) | 3 de abril de 2024       | 24 de mayo de 2024       |
| Néstor Craviotto     | 24 de mayo de 2024       | 19 de agosto de 2024     |
| Édgar Carvajal       | 21 de agosto de 2024     | 24 de noviembre de 2024  |
| Álvaro Hernández     | 27 de noviembre de 2024  | Actual                   |

## Palmarés

### Torneos nacionales oficiales  (1)
| Competición nacional      | Títulos | Subtítulos |
| ------------------------- | ------- | ---------- |
| Categoría Primera B (1/0) | 2014.   |            |

### Torneos nacionales amistosos  (1)
| Competición nacional | Títulos | Subtítulos |
| -------------------- | ------- | ---------- |
| Copa Valledupar      | 2019.   |            |
| Copa Saturno         |         | 2017.      |